# Hakuouki: Shinsengumi Kitan
Hakuouki: Shinsengumi Kitan (薄桜鬼: 新選組奇譚 Bạc Anh Quỷ: Huyền thoại Tân Tuyển Tổ), là phần đầu của loạt anime Hakuouki. Đây là một anime 12 tập, được chuyển thể từ game dating-sims dành cho nữ (otome game), tức trò chơi mô phỏng hẹn hò cùng tên, sản xuất bởi Studio DEEN, hãng sản xuất từng làm ra những anime nổi tiếng như Giỏ trái cây, Kyo Kara Maou!, Fate/stay night, Jigoku Shoujo, Blood+... Anime bắt đầu được trình chiếu trên kênh TV Tokyo vào ngày 4 tháng 4 năm 2010.
"Hakuouki" là câu chuyện hư cấu về nhóm Shinsengumi (Tân Tuyển Tổ) – tập đoàn samurai mạnh nhất, lớn nhất Nhật Bản cuối thời Bakumatsu, Mạc Phủ Tokugawa, thế kỉ 19. Ai từng xem Kaze Hikaru, Sayonara Shinsengumi (Giã biệt anh hùng) và Rurouni Kenshin đều vô cùng quen thuộc với cái tên này. Những thành viên Shinsengumi được truyền tụng là coi cái chết nhẹ tựa lông hồng, kiếm thuật cao cường, kỉ cương sắt thép, bi hùng trong bóng cờ đỏ rực thêu chữ Thành. Nhưng trong "Hakuouki", họ không đơn thuần chỉ là thế.

## Tóm tắt nội dung
Câu chuyện được kể như hồi ức của cô gái trẻ Chizuru.
Yukimura Chizuru là nhân vật nữ chính của "Hakuouki", một thiếu nữ chăm chỉ, hiền hoà và tốt bụng. Sáu tháng trước khi câu chuyện thực sự bắt đầu, cha của Chizuru đã từ biệt con gái để lên kinh đô Kyoto công tác. Mới đầu ông viết thư về rất đều đặn, nhưng sau đó ít lâu thì bặt tin luôn. Ở quê nhà lo lắng không yên, Chizuru đã giả trai, mang theo một thanh kiếm katana và quyết đi tìm cha. Đến Kyoto, cô chạm trán với hai tên lãng sĩ côn đồ, bị chúng rượt đuổi trong đêm. Ngay khi chúng sắp bắt được Chizuru, một kẻ mặc đồng phục Shinsengumi đã giết chúng. Người mặc đồng phục nhóm Shinsen nhìn rất đáng sợ với mái tóc trắng tinh cùng ánh mắt đỏ máu, trông không khác gì thây ma. Ngay khi gã sắp kết liễu cả Chizuru, chàng trai mắt xanh dương tên Saito Hajime kịp thời chém chết gã. Một chàng trai khác có cặp mắt xanh lá cây tên Okita Souji cũng xuất hiện ngay lúc đó và nhìn Chizuru bằng nụ cười bí ẩn. Trong khi cô bé chưa kịp định thần, giọng nói lạnh băng của người đàn ông mắt tím - Hijikata Toshizo, cất lên: "Nghe đây, không được chạy! Nếu ngươi quay lưng đi, ta sẽ chém."
Đúng khoảnh khắc ấy, tuyết đầu mùa bắt đầu rơi, mà theo như Chizuru miêu tả, dưới ánh trăng tròn, chúng hệt như những đoá hoa anh đào nở trái mùa vậy.
Chizuru ngất đi vì quá sợ. Thay vì giết Chizuru để giữ bí mật vụ việc, Hijikata – Phó cục trưởng Shinsengumi đã đem cô về doanh trại của nhóm để tra hỏi. Nhờ đó, cô biết được mục tiêu tìm kiếm của Shinsengumi chính là Koudo, cha cô, người đã mất tích khi phòng mạch của ông cháy rụi. Ban lãnh đạo Shinsengumi cho rằng đó là vụ cháy cố ý và thầy thuốc Yukimura Koudo đang bị cuốn vào vụ việc nào đó. Cục trưởng Kondo, phó cục trưởng Hijikata, tổng trưởng Yamanami Keisuke rất bất ngờ khi biết Chizuru là con gái của thầy thuốc Koudo. Họ bảo do cô đã trông thấy những "con quỷ" đêm qua - bí mật tối cao của Shinsengumi, nên bắt buộc Chizuru phải ở lại nhóm để tránh chuyện này lộ ra. Đổi lại, Shinsengumi hứa sẽ bảo vệ cô, giúp cô tìm được cha.
Từ đó, cô bé Yukimura Chizuru bắt đầu cuộc sống mới tại doanh trại Shinsengumi. Và đồng thời, cô cũng dần dần tìm ra sự thật khắc nghiệt bị che giấu về bản thân, cũng như người con trai mình sẽ yêu ở Shinsengumi.

## Nhân vật chính

### Yukimura Chizuru
Tên: Yukimura Chizuru (雪村 千鶴 Tuyết Thôn Thiên Hạc)
Màu tóc: Nâu
Màu mắt: Nâu
Chức vụ: Thị đồng
Tên thường gọi: Yukimura-kun, Chizuru-chan
Gia đình: Cha nuôi Yukimura Koudo, anh trai song sinh Nagumo Kaoru
Seiyuu: Kuwashima Hōko
Cô bé nhân vật chính này có khá nhiều nét tương đồng với Tominaga Sei của manga Kaze Hikaru, cha cô cũng là thầy thuốc, bản thân cũng giả nam và gia nhập Shinsengumi. Chizuru không biết võ thuật, bù lại cô bé rất chăm chỉ, tốt bụng, dũng cảm, hết lòng giúp đỡ mọi người. Từ một tù binh, cô trở thành đồng đội của mọi người nhóm Shinsengumi. Giống như Tominaga Sei, cô từng bước gắn bó với họ và cảm thấy yêu quý Shinsengumi như gia đình mình. Về sau, Chizuru được nghe bảo rằng người cha nuôi đã phản bội Mạc Phủ (Bakufu) mà đi theo Chousu. Ông Koudo bỏ đi vì bất mãn với sự tàn nhẫn của Mạc Phủ khi bắt ông chế tạo thuốc hoá quỷ Ochimizu và lấy thành viên Shinsengumi làm vật thí nghiệm. Bản thân Chizuru cũng mang trong người dòng máu quỷ, thuộc gia tộc quỷ Yukimura của phía Đông. Máu của cô có thể làm những người hoá quỷ trở nên mạnh hơn. Vì lẽ đó, Kazama Chikage - người đàn ông tóc vàng thuộc gia tộc quỷ phía Tây, mong muốn cướp được cô để sinh ra đứa trẻ mang dòng máu quỷ thuần khiết nhất.
Ngoài cha, Chizuru còn có một người anh trai song sinh mà cô không hề biết - Nagumo Kaporu. Kaoru đã xuất hiện trong tập 6 của "Hakuouki" với bộ trang phục phụ nữ.

### Hijikata Toshizo
Tên: Hijikata Toshizo (土方 歳三 Thổ Phương Tuế Tam)
Màu tóc: Đen
Màu mắt: Tím
Chức vụ: Phó cục trưởng Shinsengumi
Tên thường gọi: Hijikata-san, Toshi (chỉ có Kondo Isami được gọi), Phó cục trưởng ác quỷ (Oni-fukucho)
Seiyuu: Miki Shinichirō
Hijikata nổi bật nhất trong dàn nhân vật nam chính. Ấn tượng đầu tiên của anh là khuôn mặt đẹp nhưng lạnh lùng và cứng cỏi, sẵn sàng làm tất cả vì Shinsengumi, anh được binh sĩ rất kính trọng. Sự khắc nghiệt của anh thể hiện rõ qua biệt danh "Phó cục trưởng ác quỷ". Tuy nhiên, Hijikata đôi lúc rất dễ bị Okita chọc tức. Điển hình là ở tập 1, khi ban lãnh đạo bàn bạc sắp xếp chỗ ở cho Chizuru, Okita bảo vì Hijikata đã ra lệnh mang cô ấy về, hiển nhiên Chizuru phải làm thị đồng ở chỗ anh. Hậu quả, Hijikata đành im, không thể cãi được câu nào. Bề ngoài tuy khó gần, nghiêm khắc là vậy, thực chất Hijikata lại là người chu đáo, luôn âm thầm quan tâm tới đồng đội. Xuyên suốt cốt truyện, đa số những tình huống Chizuru gặp nguy hiểm, Hijikata đều có mặt kịp thời để cứu cô. Mới đầu, Chizuru rất sợ Hijikata nhưng sau đó, cô từ từ thấy được sau lớp vỏ lạnh lùng cứng rắn lại là một tâm hồn nhạy cảm, dịu dàng, sâu sắc. Về cuối câu chuyện, Hijikata trở thành người yêu của Chizuru.

### Okita Souji
Tên: Okita Souji (冲田 総司 Xung Điền Tổng Tư)
Màu tóc: Hạt dẻ
Màu mắt: Xanh lá cây
Chức vụ: Đội trưởng đội 1 của Shinsengumi
Tên thường gọi: Okita-san, Souji
Seiyuu: Morikubo Shōtarō
Okita luôn mang vẻ tươi cười. Câu mà anh thường nói với Chizuru khi cô mới gia nhập Shinsengumi là: "Nếu cô trốn, tôi sẽ giết cô đó!" Anh là người khó đoán, tính cách có hai mặt đối lập: Xuề xoà, cởi mở và lạnh lùng, tàn nhẫn. Ngoài ra, đôi khi anh cũng khá thích đùa cợt người khác, nhất là Hijikata. Okita là một trong số ít tay kiếm xuất sắc nhất của nhóm, anh vô cùng kính yêu cục trưởng Kondo và sẽ nổi giận nếu có ai động chạm đến ông, kể cả khi đó chỉ là trẻ em. Okita bị lao phổi, ho ra máu ở Sự kiện Ikedaya. Dù đại y Matsumoto Ryojun bảo anh tịnh dưỡng nhưng Okita vẫn kiên quyết ở lại, bởi anh muốn cống hiến cho Shinsengumi tới giây phút cuối cùng. Bí mật bệnh tình của anh chỉ có Chizuru biết, cô thề với anh rằng sẽ không tiết lộ với ai cả.
Okita thường gọi Chizuru là "Chizuru-chan" - một kiểu gọi thân mật và dễ thương đúng với phong cách tinh nghịch của chàng trai này.

### Saito Hajime
Tên: Saito Hajime (斎藤 一  Trai Đằng Nhất)
Màu tóc: Đen ánh tím
Màu mắt: Xanh dương
Chức vụ: Đội trưởng đội 3
Tên thường gọi: Saito-san, Saito-kun, Hajime-kun
Seiyuu: Toriumi Kōsuke
Saito tuy không nổi bật lắm nhưng những lần xuất hiện của anh luôn gây ấn tượng khá sâu đậm bởi sự điềm tĩnh, ít nói, khôn ngoan và trầm lặng. Nếu Okita đã bí ẩn thì Saito phải bí ẩn gấp mười. Saito tuy thường tỏ thái độ lạnh nhạt nhưng thực chất cũng là một người biết quan tâm tới đồng đội, anh cũng hay giúp đỡ Chizuru mặc dù luôn nói với cô rằng đừng gây phiền phức và hãy tự bảo vệ lấy tính mạng của bản thân bởi anh không phải là người có trách nhiệm phải bảo vệ cô. Là đội trưởng đội 3, anh sở hữu kiếm thuật xuất sắc nhưng ít khi biểu lộ tài năng. Vì cá tính rất đàn ông, dẫu có phần mờ nhạt trong dàn nhân vật nam chính, Saito vẫn được đông đảo khán giả nữ yêu mến. Anh được miêu tả là một người cương trực, nghiêm túc, xem cái ác là ngọn nguồn cần tiêu diệt.

### Kazama Chikage
Tên: Kazama Chikage (風間千景)
Màu tóc: Vàng
Màu mắt: Nâu đỏ
Chức vụ: Không rõ (nhưng làm việc cho phiên Satsuma để trả ơn)
Tên thường gọi: Kazama
Seiyuu: Kenjiro Tsuda
Kazama là nhân vật phản diện mang dòng máu quỷ, anh có vẻ ngoài cao ráo điển trai cùng mái tóc vàng óng và đôi mắt lạnh lùng thoáng đượm buồn màu hồng ngọc. Lúc đầu anh tiếp cận, bắt cóc Chizuru và ép cô kết duyên cùng mình là vì Chizuru là nữ quỷ (theo lời anh từng nói: "Quỷ nữ rất quý giá", có lẽ vì dòng dõi quỷ tộc đang dần tuyệt chủng). Tuy tính cách khá lạnh lùng và tàn bạo. Nhưng càng về sau thì có vẻ như anh đã thật sự phải lòng Chizuru và trở nên "ấm áp" dịu dàng hơn. Dù rằng chuyện của anh và Chizuru không thành bởi cô đã đem lòng yêu anh chàng đội phó điển trai Hijikata từ trước rồi.
Xét về thực lực võ nghệ/phép thuật cũng như trí lực thì anh không hề thua kém chàng nam chính Hijikata và cũng chỉ có Hijikata mới có đủ tầm làm đối thủ của anh.

## Nhân vật phụ

### Kondo Isami(近藤勇 Cận Đằng Dũng)
Seiyuu: Toru Okawa
Chức vụ: Cục trưởng Shinsengumi
Tên thường gọi: Kondo-san, Kondo-sensei (Okita hay gọi)
Kondo Isami là người thật thà, chất phác, tốt bụng và rất dễ xúc động. Tấm lòng nhiệt huyết, kiên trung của ông chính là một trong những yếu tố khiến Shinsengumi vang danh lịch sử. Ở tập 1, Kondo rất kinh ngạc sau khi phát hiện ra Chizuru là con gái. Thực chất không chỉ ông mà tất cả những người biết được khi đó cũng ngạc nhiên không kém. Chỉ có Hijikata là biết Chizuru là nữ sau khi nghe cô kể về cuộc hành trình tìm cha của mình. Trong "Hakuouki: Shinsengumi Kitan", Kondo bị ám sát ở tập cuối của anime nhưng ông thoát chết. Sang phần hai "Hakuouki: Hekketsu-roku", ông đã tình nguyện hi sinh để Hijikata trốn thoát, ông mong rằng Hijikata sẽ thay ông duy trì Shinsengumi.

### Yamanami Keisuke(山南敬助 Sơn Nam Kính Trợ)
Seiyuu: Tobita Nobuo
Chức vụ: Tổng trưởng Shinsengumi
Tên thường gọi: Sannan-san, Sannan-kun
Trong "Hakuouki", Yamanami thường được mọi người gọi là Sannan, kể cả Chizuru. Ông rất tốt bụng, bặt thiệp và dịu dàng, đồng thời khá tham vọng và tàn nhẫn, sẵn sàng làm mọi thứ vì Shinsengumi. Trong một lần đi công cán ở Osaka với Hijikata, Sannan đã bị thương dẫn tới cánh tay trái của ông bị tật, tới nỗi không thể cầm kiếm được nữa. Vì thế, ông trở nên xa lánh, mặc cảm với đồng đội. Sau cùng, Sannan đã uống Ochimizu - thứ thuốc ông đã cải tiến lại từ thuốc do cha Chizuru phát minh, nhằm chữa khỏi cánh tay mình. Sannan chính là người đầu tiên trong các nhân vật nam của nhóm Shinsengumi biến thành quỷ và lúc đó, ông suýt giết chết Chizuru nếu không được ngăn lại kịp thời. Ông đứng đầu đội Rasetsu (đội La Sát), một đội quân người hoá quỷ hoạt động ngầm trong Shinsengumi. Những người này chỉ bị thương và chết khi bị bắn bằng đạn bạc.

### Nagakura Shinpachi(永仓新八 Vĩnh Xương Tân Bát)
Seiyuu: Chưa có thông tin
Chức vụ: Đội trưởng đội 2
Tên thường gọi: Shinpachi-san, Nagakura-san
Nagakura ngang tàng, vui tính, thoải mái, chơi rất thân với Harada Sanosuke và Toudo Heisuke. Ngoài ra, anh hay tỏ vẻ là một người khá mê gái. Dù hay cợt nhả, trêu chọc Chizuru, Shinpachi vẫn đối xử đàng hoàng với cô. Khi biết Hijikata quyết định để Chizuru gia nhập Shinsengumi, Nagakura đã tươi cười nói: "Nếu là con gái, chúng ta nên mở rộng vòng tay, chăm sóc chu đáo hơn chứ!"

### Harada Sanosuke(原田左之助 Nguyên Điền Tá Chi Trợ)
Seiyuu: Yusa Kouji
Chức vụ: Đội trưởng đội 10
Tên thường gọi: Harada-san, Sano (cách gọi ưa thích của Shinpachi và Heisuke)
Harada trông cao lớn, lực lưỡng nhưng anh lại là người tốt bụng, hào hiệp, quan tâm tới Chizuru như quan tâm một đứa em nhỏ. Tuy nhiên, thỉnh thoảng Nagakura hay đùa rằng Harada đang... tán tỉnh Chizuru. Anh là cao thủ chuyên về sử dụng giáo, một thành viên trong bộ ba thân thiết Nagakura-Harada-Heisuke. Trong bản OVA của Hakuouki, Harada bị Nagakura phàn nàn vì anh được quá nhiều cô gái hâm mộ, trong khi Nagakura chẳng có ai quan tâm.

### Toudo Heisuke(藤堂 平助  Đằng Đường Bình Trợ)
Seiyuu: Hiroyuki Yoshino
Chức vụ: Đội trưởng đội 8
Tên thường gọi: Heisuke-kun
Heisuke trạc tuổi Chizuru, vì thế, khi Chizuru mới làm quen với cậu, Heisuke bảo cô hãy gọi cậu là "Heisuke-kun" chứ không phải "Toudo-san". Heisuke có vẻ gắn bó với Chizuru bởi vì hai người đồng trang lứa. Cậu thường bị Harada và Nagakura chọc là đồ trẻ con. Những khi như thế, Heisuke rất tức mà không thể làm gì được. Trong bản OVA của Hakuouki, ta thấy Heisuke là một người nóng nảy, bộp chộp, dũng cảm nhưng rất dễ bị ảnh hưởng bởi người khác, điển hình là việc cậu đã nghe lời Itou Kashitaro và rời bỏ Shinsengumi.

### Nagumo Kaoru (南雲薫)
Seiyuu: Hasumi Ito
Chức vụ: Không rõ, nhưng làm việc cho phe Chousu và nhóm của Chikage Kazama
Tên thường gọi: Kaoru-san
Gia đình: Em gái song sinh Yukimura Chizuru.
Kaoru xuất hiện lần đầu trong một bộ kimono màu hồng đào sang trọng và trông rất xinh đẹp, quý phái. Ít ai ngờ được Kaoru là con trai. Cậu được Okita Souji cứu thoát khỏi tay bọn côn đồ quấy rối. Ngay từ lúc mới gặp nhau, Okita đã nhanh chóng nhận ra sự giống nhau giữa Chizuru và Kaoru. Tuổi thơ của Kaoru chìm trong tủi hờn và căm hận. Gia tộc quỷ Yukimura bị li tán do can tội chống đối Mạc Phủ. Ông Koudo, một người trong tộc Yukimura buộc phải chia cắt hai đứa trẻ, dắt theo Chizuru về Edo, còn Kaoru thì được tộc quỷ Nagumo nhận làm con nuôi. Vì gia tộc quỷ quý con gái hơn con trai nên cha mẹ nuôi đối xử với Kaoru rất tệ hại, bắt ép cậu phải giả gái. Kaoru luôn ôm nỗi ghen tức với người chị em song sinh được sống vô tư hạnh phúc.
Nếu so với Chizuru, Kaoru là một người già dặn, khôn ngoan xảo quyệt hơn và cũng mạnh mẽ hơn. Cậu thề rằng sẽ có ngày cậu cho Chizuru nếm trải tất cả đau đớn mà cậu gặp từ thuở nhỏ. Tuy nhiên, ở phần hai của Hakuouki, khi Kaoru bị giết trước mặt Chizuru, cậu mới thổ lộ rằng mình đã luôn yêu thương em gái biết chừng nào.

## Ý nghĩa của từ HAKUOUKI
Hakuouki dịch theo tiếng Hán có nghĩa: Bạc Anh Quỷ. Trong game và anime, tên gọi này là do Chikage Kazama đặt cho Hijikata Toshizo khi hắn bị Hijikata đâm chết ở trận chiến cuối cùng. Kazama coi những samurai như Hijikata và nhóm Shinsengumi chỉ là những ác quỷ phải chịu nhiều đau đớn, sống cuộc đời ngắn ngủi tựa hoa anh đào. Bởi vì "Haku" trong tiếng Nhật là mỏng manh, "ou" giống như tên gọi khác của sakura - hoa anh đào, "ki" tức là quỷ.

## Thông tin khác

### Game
Loạt game "Hakuoki: Shinsengumi Kitan" thuộc thể loại harem, đã được phát hành cho PlayStation 2 và Nintendo DS bởi hãng Idea Factory. Ngoài ra, còn có game "Hakuouki Junsorouku" chơi trên hệ máy Play Station 3, ra mắt vào tháng chín năm 2010. Đến năm 2012, game đã có bản tiếng Anh với tựa đề "Demon of the Fleeting Blossom".

### Manga
Có hai chuyển thể manga của Hakuoki: Shinsengumi Kitan. Đầu tiên là manga Hakuouki Jurenka, được đăng trong mục Shoujo manga tạp chí "Dengeki Comic SYLPH" và là một tuyển tập của các câu chuyện khác nhau có sẵn trong trò chơi. Ngoài Hakuouki Jurenka, một manga khác của Hakuouki hiện đang đăng trên "Comic B's Log Kyun!!"

### Danh sách các tậpanime
Tên tiếng Việt của các tập lấy từ bản phụ đề Việt của VnSharing. Mỗi tập anime dài khoảng 23 phút 44 giây.
| #  | Tên tập                                                                                        | Ngày phát sóng      |
| -- | ---------------------------------------------------------------------------------------------- | ------------------- |
| 1  | "Tuyết Hoa Đô (Hoa tuyết kinh đô)" "sekka no miyako" (雪華の都)                                | 4 tháng 4 năm 2010  |
| 2  | "Động loạn hoả cái (Hạt giống của sự hỗn loạn)" "dōran no hibuta" (動乱の火蓋)                 | 11 tháng 4 năm 2010 |
| 3  | "Tiêu ám khai hoa (Đóa hoa chạng vạng)" "yoiyami ni saku hana" (宵闇に咲く華)                  | 18 tháng 4 năm 2010 |
| 4  | "Ám lai giả (Những kẻ đến từ bóng tối)" "yami yori kuru mono" (闇より来る者)                   | 25 tháng 4 năm 2010 |
| 5  | "Tương khắc đao" "sōkoku seshi yaiba" (相克せし刃)                                             | 2 tháng 5 năm 2010  |
| 6  | "Tính mệnh quỷ" "oni no meimyaku" (鬼の命脈)                                                   | 9 tháng 5 năm 2010  |
| 7  | "Định mệnh xiềng xích" "shikkoku no unmei" (桎梏の運命)                                        | 16 tháng 5 năm 2010 |
| 8  | "Thiển mộng bất kiến (Giấc mơ ngắn ngủi thoảng qua)" "asaki yumemishi" (あさきゆめみし)        | 23 tháng 5 năm 2010 |
| 9  | "Triệt tu la (Lối mòn tàn sát)" "shura no wadachi" (修羅の轍)                                  | 30 tháng 5 năm 2010 |
| 10 | "Nơi mối dây dẫn đến" "kizuna no yukue" (絆のゆくえ)                                           | 6 tháng 6 năm 2010  |
| 11 | "Thứ rơi tan tác" "koboreochiru mono" (零れ落ちるもの)                                         | 13 tháng 6 năm 2010 |
| 12 | "Bi phương kiếm bích (Kết thúc đối nghịch của trận đấu kiếm)" "kengeki no kanata" (剣戟の彼方) | 10 tháng 6 năm 2010 |

## Phần tiếp theo của Hakuouki: Shinsengumi Kitan
Phần 2 của anime Hakuouki ra mắt vào mùa thu năm 2010, mang tên Hakuouki: Hekketsu-roku (10 tập). Nội dung phần hai tiếp nối câu chuyện của phần một, kể về sự suy tàn và sụp đổ của Shinsengumi theo đúng dòng chảy lịch sử, lần lượt từng người đã hi sinh. Đầu tiên là Kondo Isami, lần lượt sau đó là Yamanami Heisuke, Toudou Heisuke, Okita Souji... cuối cùng là Hijikata Toshizo. Kết thúc phần hai là trận chiến cuối cùng giữa Hijikata và Chikage dưới tán hoa anh đào, Hijikata đã hạ gục được kẻ thù và ra đi thanh thản trong vòng tay Chizuru. Chizuru rơi nước mắt nhìn anh, khi ngước mắt lên trời xanh, cô như thấy lá cờ chữ Thành đang tung bay và linh hồn những người đã hi sinh đang hiện về.
Phần 3 ra mắt vào mùa hè năm 2012 mang tên Hakuouki: Reimei-roku (12 tập), dựa theo trò chơi cùng tên của loạt game Hakuouki. "Hakuouki: Reimei-roku" kể về Shinsengumi thuở mới thành lập và những sự kiện xảy ra trước thời điểm của phần 1, bấy giờ nhóm Shinsengumi có tên là Mibu Roshi-gumi (Lãng sĩ Mibu). Phần này đào sâu hơn vào thời niên thiếu của Kondo Isami, Okita Souji và Hijikata Toshizo cũng như sự thay đổi của Hijikata thành "Phó cục trưởng ác quỷ." Trong phần 3, nhân vật chính không còn là Yukimura Chizuru mà là Ibuki Ryuunosuke, một thanh niên lang thang vô chí hướng được Serizawa Kamo, một trong hai thủ lĩnh của Mibu Roshi, cứu sống và đem về làm thị đồng. Sau một thời gian lưu lại Roshi-gumi (sau này đổi tên thành Shinsengumi), do chứng kiến vụ ám sát Serizawa của nội bộ Shinsengumi, cậu phải bị giết để bịt đầu mối. Nhưng Okita đã thương tình, xô Ryuunosuke xuống sông, nói với mọi người rằng cậu xem như đã chết. Phần 3 khép lại với cảnh đám tang Serizawa Kamo, Shinsengumi tiếp tục bí mật nghiên cứu Ochimizu. Ryuunosuke lúc này đã cắt tóc, trở về Edo, đi ngang qua Yukimura Chizuru đang lên Kyoto tìm cha. Sau khi rời khỏi Shinsengumi, Ryuunosuke học được bài học quý giá về lòng khao khát sống, cậu tự nhủ chỉ cần mình còn sống, một ngày nào đó, cậu sẽ hiểu được lời những điều mà Serizawa muốn dạy cậu.
Ngoài ra, anime còn có phần OVA Hakuouki Sekkaroku (6 tập, 1 tập đặc biệt), kể về cuộc sống đời thường của những thành viên Shinsengumi.

### Hai phần Hakuouki Movie

#### Kyoto Ranbu
Bộ phim ra mắt vào ngày 14 tháng 8 năm 2013, tóm tắt cốt truyện phần "Hakuouki: Shinsengumi Kitan", với nội dung cặn kẽ, hợp lý hơn, đồng thời lược bỏ khá nhiều chi tiết của series gốc. Trong "Kyoto Ranbu", lần đầu tiên nhân vật nữ chính Chizuru bộc phát năng lực quỷ của cô (đôi mắt chuyển sang màu vàng) sau khi chứng kiến Inoue Genzaburou bị sát hại, tuy nhiên cô vẫn không có cơ hội tự mình chiến đấu vì luôn được đồng đội bảo vệ kịp thời.

#### Shikon Soukyuu
Bộ phim phát hành vào ngày 8 tháng 3 năm 2014, tóm tắt lại phần "Hakuouki: Hekketsu-roku", đây là phần mang tính hành động mạnh mẽ nhất của anime Hakuouki. Rất nhiều tình tiết của nó khác với series gốc. Ở phim này, sau khi cục trưởng Kondo Isami qua đời, Hijikata trở thành người chỉ huy Shinsengumi, họ phải chiến đấu chống lại đội quân Rasetsu của Tosa - những con quỷ được "cải tiến" mạnh hơn so với đội quân hóa quỷ của Shinsengumi. Một vài cái chết của nhân vật không giống với sự miêu tả ở các phần trước, ví dụ như sự hi sinh của Okita Souji, Toudou Heisuke và Yamanami Heisuke. Kết thúc của "Shikon Soukyuu" dường như để bù đắp cho cái kết đau buồn, mập mờ của "Hekketsu-roku". Hijikata Toshizou đã không chết sau trận đấu với Kazama mà được sống sót để ở bên Chizuru.

## Nhạc phim
Hai ca khúc chính trong anime "Hakuouki: Shinsengumi Kitan" đều có nội dung lãng mạn. Nhưng nếu ca khúc mở đầu phim "Iyazoi Namida" đầy sôi động, hứng khởi và tiết tấu nhanh; "Kimi no kioku" - ca khúc kết thúc lại chậm rãi hơn, thấm đượm dư vị buồn lãng mạn cũng như ước ao muốn bảo vệ người mình yêu của một người con gái.
- Nhạc mở đầu: Iyazoi Namida - 十六夜涙 (Nước mắt đêm mười sáu), do nữ ca sĩ Aika Yoshioka trình bày. Nữ ca sĩ này cũng hát trong game Hakuouki.
- Nhạc kết thúc: Kimi no kioku - 君ノ記憶 (Ký ức về anh), do ca sĩ Mao trình bày.